# 海兵遠征部隊

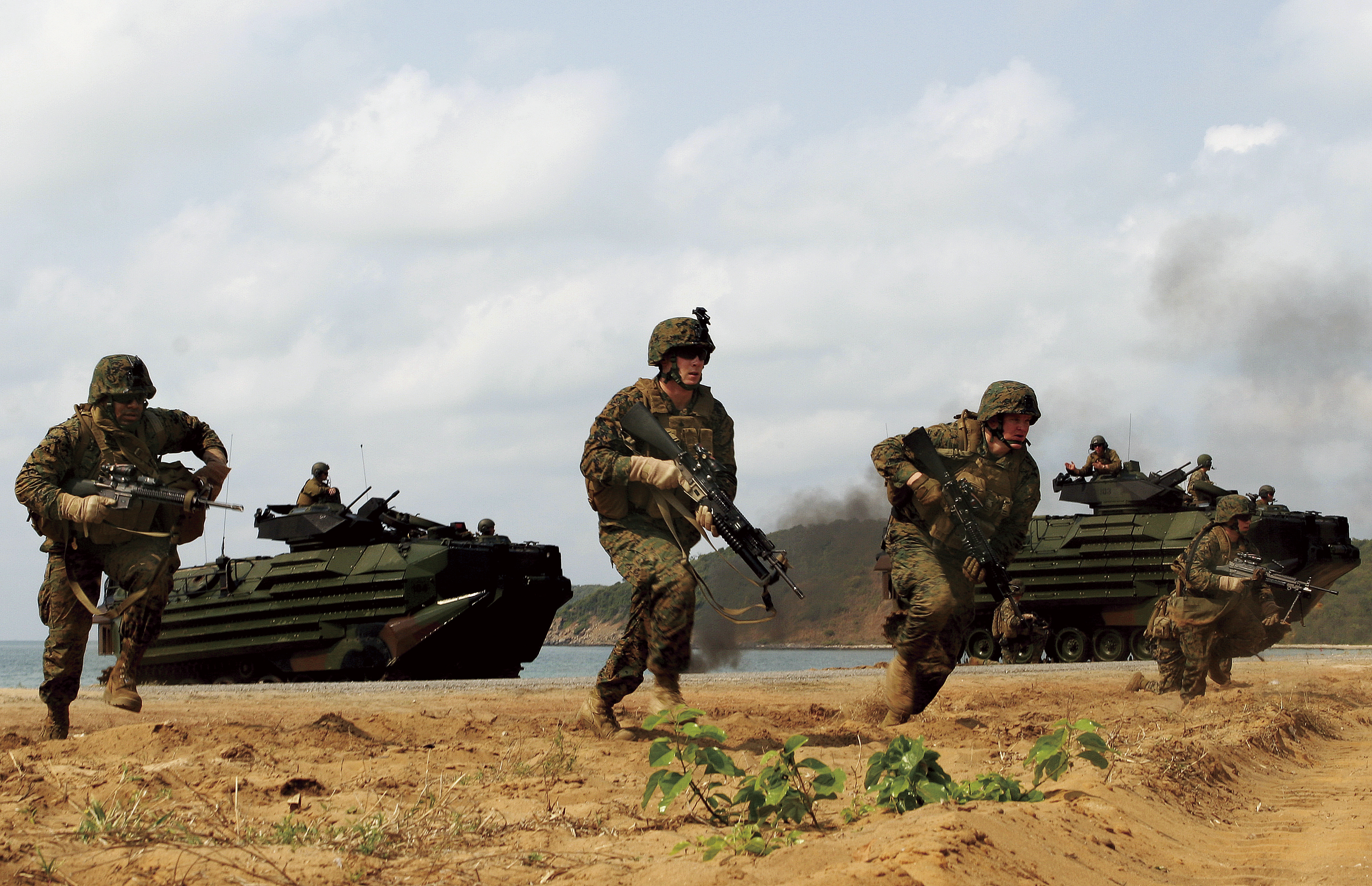
AAV7装甲車とともに上陸する第31 MEU。

海兵遠征部隊（かいへいえんせいぶたい、英語: Marine expeditionary unit, MEU）は、アメリカ海兵隊の海兵空地任務部隊 (MAGTF) の一種。大佐を指揮官として、歩兵大隊と混成飛行隊および後方支援部隊などで編成されている。

## 編制
1963年に海兵隊達（Marine Corps Order）3120.3が発されて、MAGTFの編制が正式に定められるにあたり、従来の大隊上陸チーム（BLT）を発展させたMAGTFとして定められたのがMEUであった。

### 構成要素
MEUの指揮官としては大佐が任ぜられ、人員は最大2,200名とされており、下記のような部隊が構成要素となる。
指揮部隊 (CE) 
MEU司令部とともに、武装偵察部隊や航空・艦砲射撃連絡部隊、民事部隊などから編成される。
地上戦闘部隊 (GCE)  - 大隊上陸チーム（BLT）
歩兵大隊を基幹として、戦車小隊や砲兵中隊、軽装甲偵察小隊や水陸両用強襲小隊、工兵小隊や偵察小隊を編入した部隊。人員1,200名程度。
航空戦闘部隊 (ACE)  - 集成飛行隊（Composite Squadron）
中型ティルトローター飛行隊（VMM）を基幹として、攻撃ヘリコプターや大型ヘリコプター、固定翼攻撃機や輸送機の分遣隊、そして航空管制や支援部隊を編入した部隊。
兵站戦闘部隊 (LCE)  - 戦闘兵站大隊（CLB）
憲兵、整備、医療、工兵、通信、爆発物処理、補給、上陸支援の各小隊・分遣隊から編成される。

### 主要装備
GCE
- 火砲
  - M777 155mm榴弾砲×6門[8]
  - M327 120mm迫撃砲×6門[8]
  - M252 81mm 迫撃砲×8門[8]
  - M224 60mm 迫撃砲×9門[8]
- 軍用車両
  - M1A1主力戦車×4両[8]
  - AAV7水陸両用強襲車×15両[8]
  - LAV装輪装甲車×7－17両[8]
  - MTVR 7tトラック×31両[8]
  - ハンヴィー×105両[8]
  - M1161 ITV×8－17両[8]

ACE
- 回転翼機
  - CH-53E大型輸送ヘリコプター×4機[8]
  - UH-1Y汎用ヘリコプター×3機[8]
  - AH-1Z攻撃ヘリコプター×4機[8]
- パワード・リフト
  - MV-22B/Cティルトローター輸送機×12機[8]
  - AV-8B攻撃機×6機[8][注 3]
- 固定翼機
  - KC-130J空中給油・輸送機×2機[注 4]
  - RQ-21無人偵察機×5機[8]

LCE
- MTVR 7tトラック×15両[8]
- ハンヴィー×18両[8]
- レッカー車×2両[8]
- ブルドーザー×2両[8]
- フォークリフト×3両[8]
- タンクローリー×4両[8]
- 給水車×2両[8]
- 戦車回収車×1両[8]
- 両用回収車×1両[8]
- 浄水装置×2－5基[8]
- 非戦闘員登録装置×2基[8]

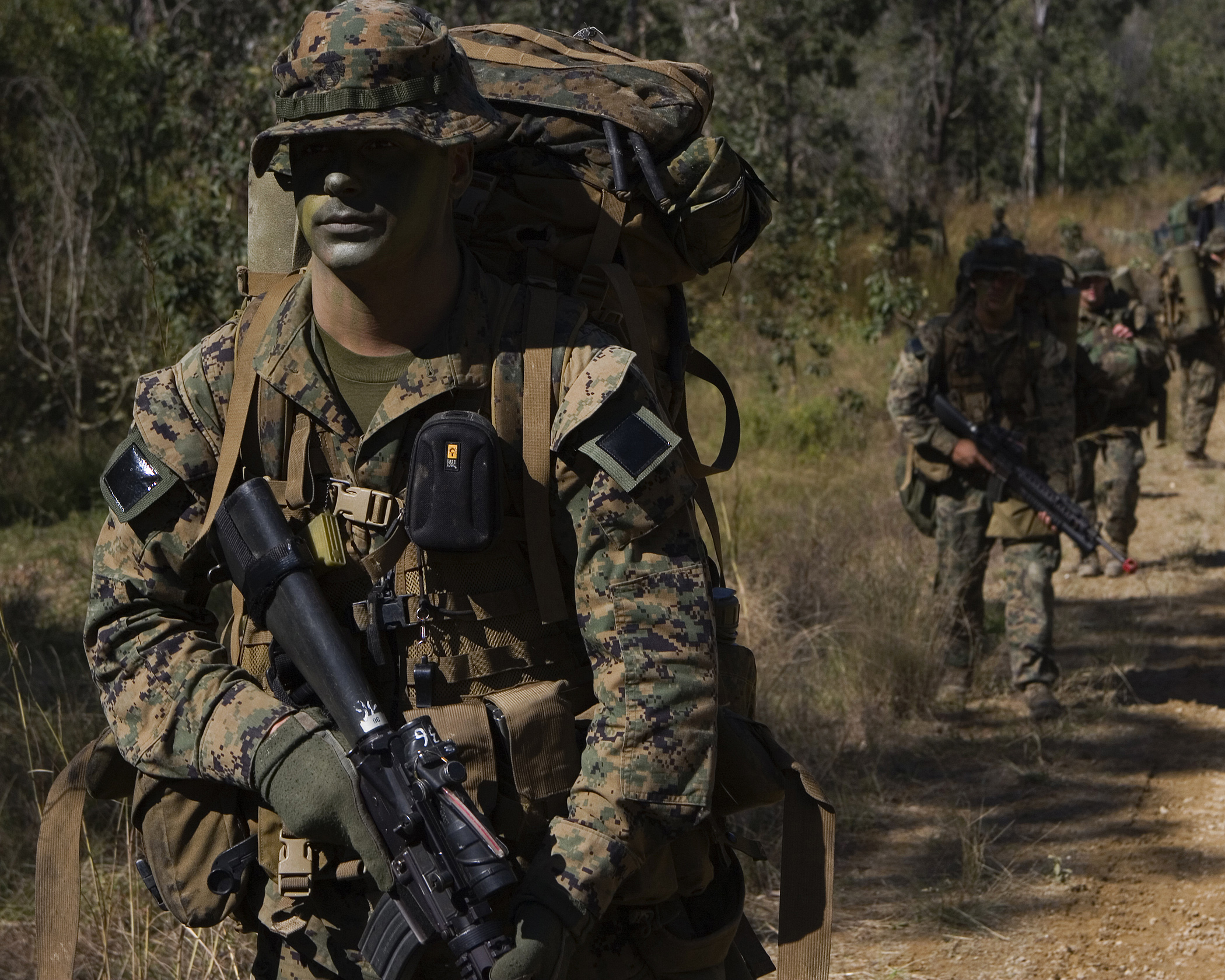
行軍中の第31 MEUの海兵隊員
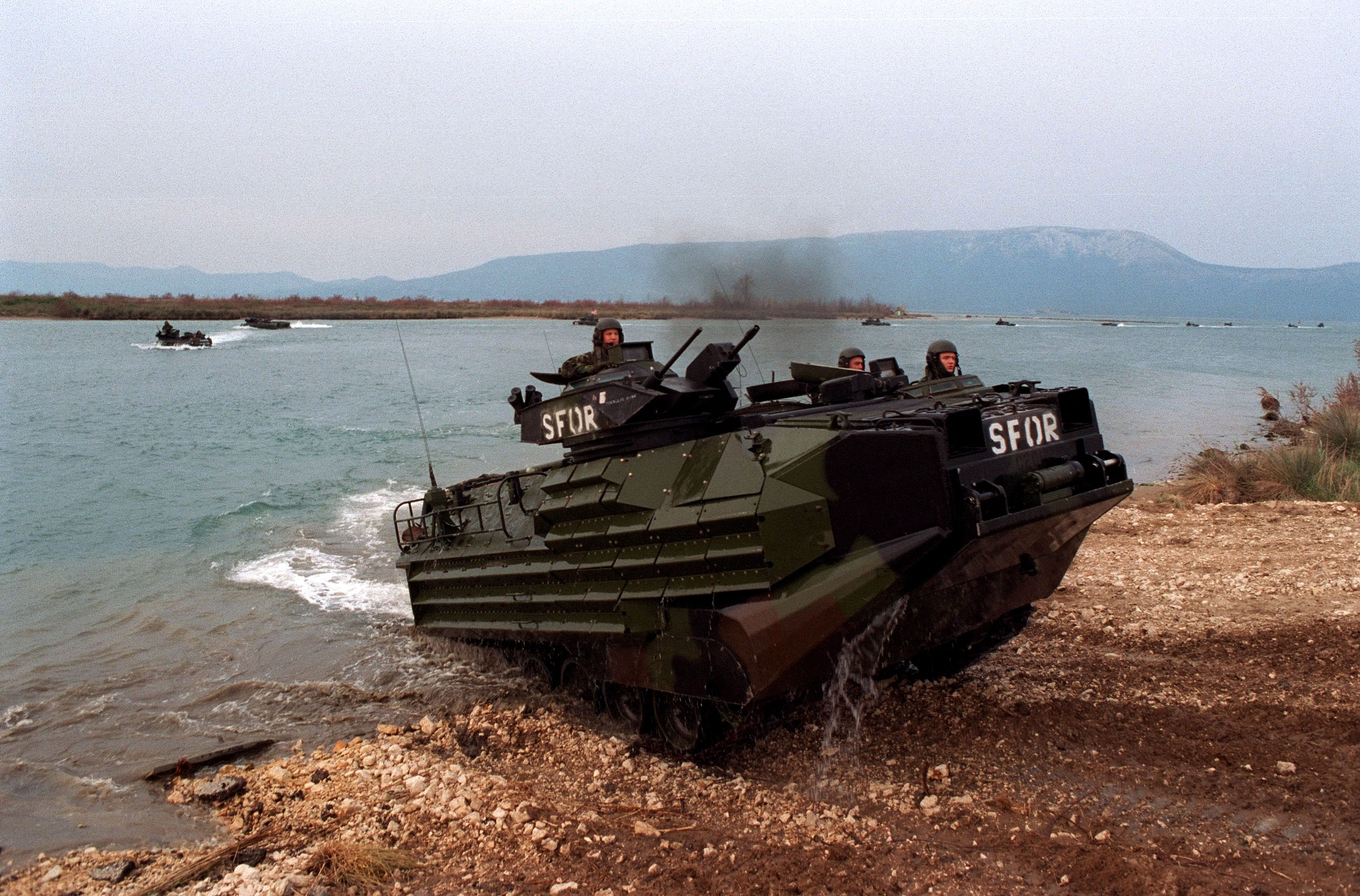
上陸するAAV7水陸両用強襲車
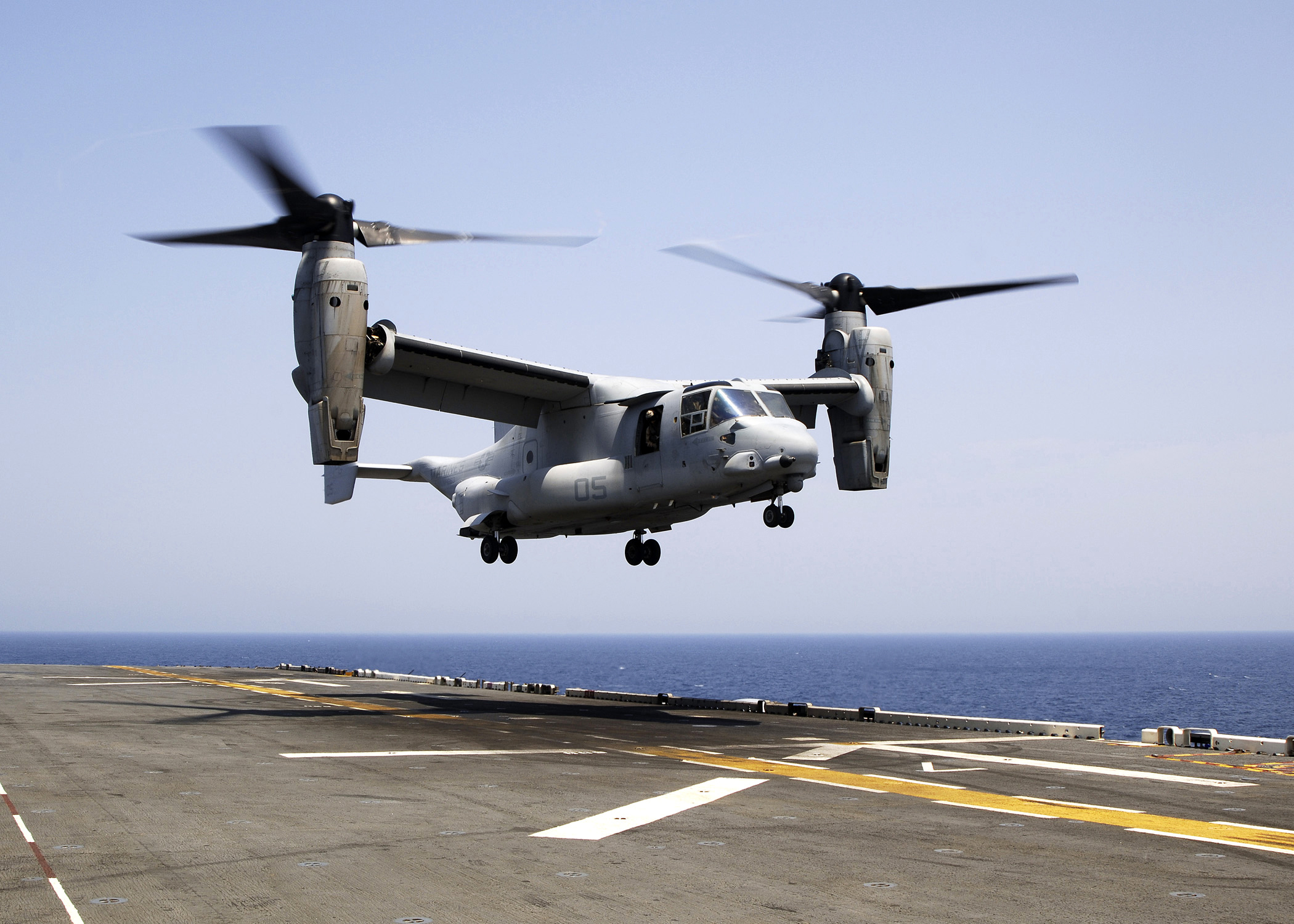
「イオー・ジマ」に着艦するMV-22B
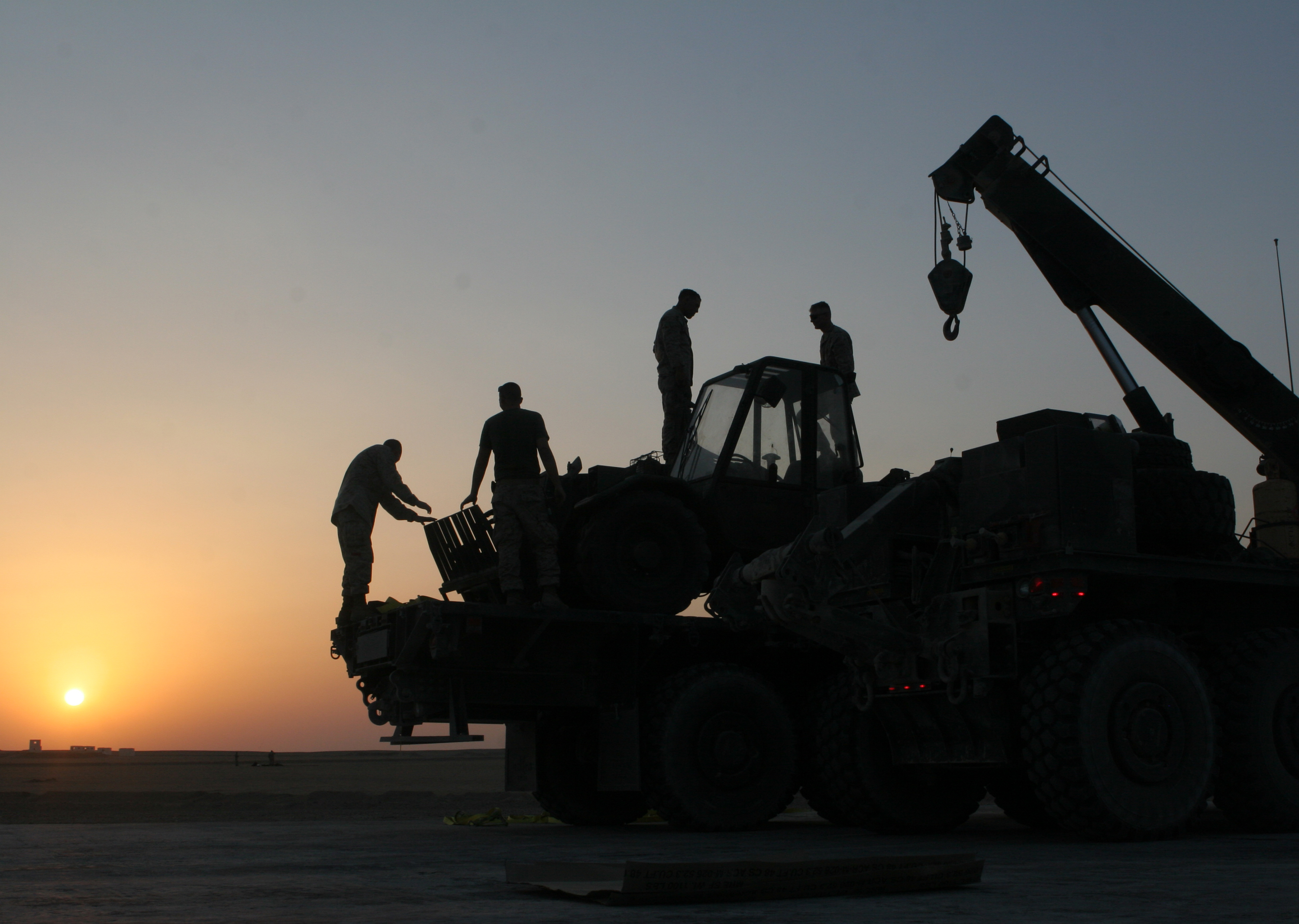
MTVRトラックにフォークリフトを搭載する第22 MEUの海兵隊員

## 配備

### 洋上展開

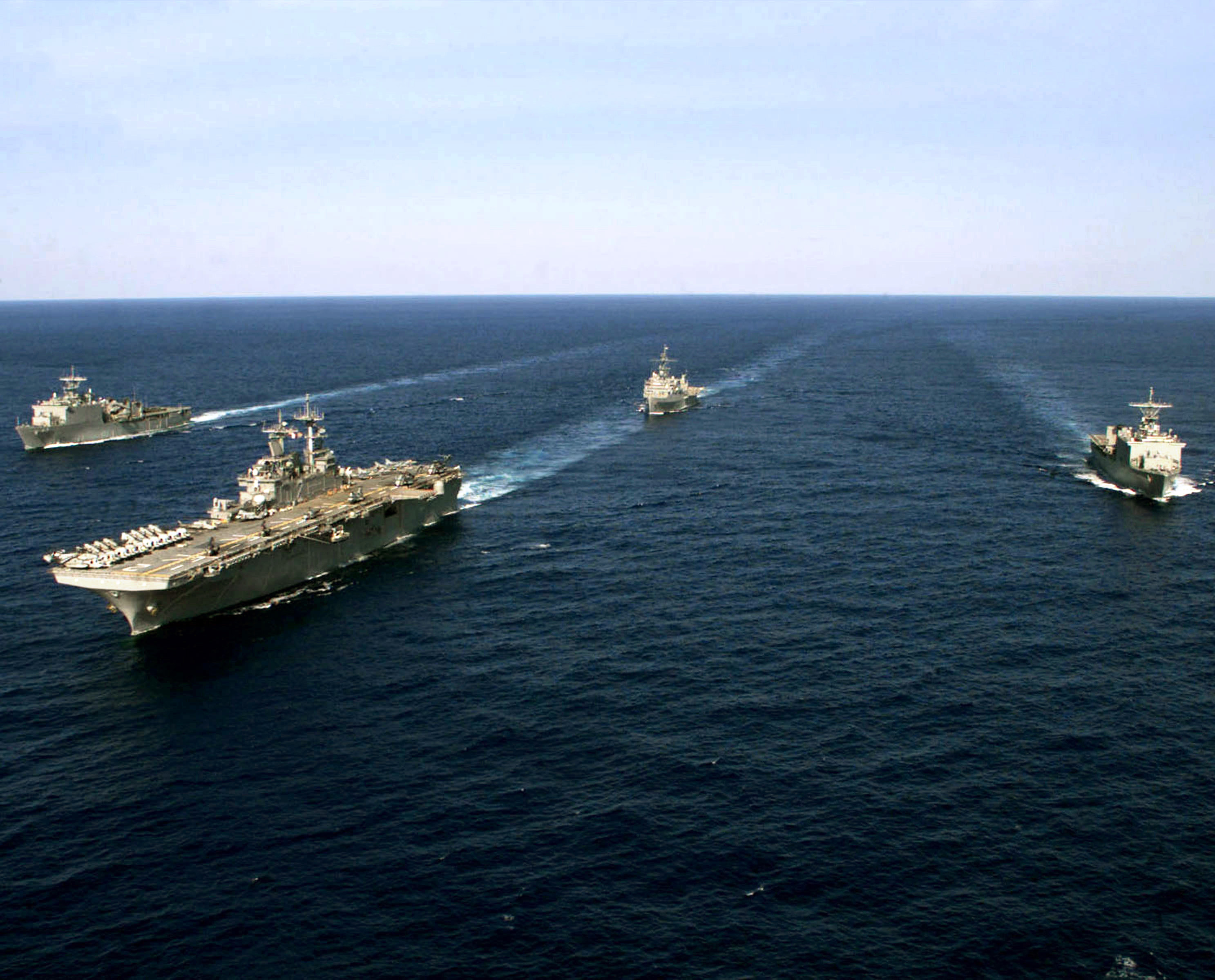
エセックス両用即応群

他の種類のMAGTFと比べて、MEUに特徴的なのが、平時でも交代で洋上待機・展開を行っている点である。これはMEUの制度が発足する以前はBLTによって行われていた任務であり、MEUの制度が発足すると、これを海軍の揚陸艦に乗艦させた両用即応群（ARG）が編成されるようになった。1970年代の時点で、統合参謀本部（JCS）は、平時には西太平洋に2個、地中海に1個、カリブ海に1個のARGを展開する方針としていた。しかし強襲揚陸艦やヘリコプターの不足のために、70年代中盤には、西太平洋のARGのうち1個とカリブ海のARGは、MAUではなくBLTを乗艦させて、部隊固有の航空戦力を持たないようになっていた。
冷戦終結後にも、太平洋と地中海に1個ずつのARGを洋上待機状態とする体制は維持された。また太平洋では、洋上待機状態にあるARG（ARG-A）に加えて、佐世保基地に配備された艦艇と第31海兵遠征部隊によってARG-Bを編成しており、こちらは予備・補助的位置付けとして訓練・演習や小規模任務への対応にあたっていた。
しかしARGは揚陸艦と海兵隊のみによる部隊であるため、海兵隊への火力支援や対水上打撃能力を欠くという問題があった。必要に応じて空母戦闘群（CVBG）の援護を受ける想定ではあったものの、特に冷戦後には低強度紛争や戦争以外の軍事作戦が多発するようになったため、いちいちARGとCVBGをあわせて派遣するよりは、ARGを中核として戦闘艦を随伴させるほうが効率的であると考えられるようになった。これに応じて、従来のARGの編制を元に、水上戦闘艦3隻からなる水上戦闘群（SAG）、そして攻撃型原子力潜水艦（SSN）を加えた遠征打撃群（ESG）の編制が採択され、2003年より配備を開始した。
このようにARG・ESGに加わっての洋上展開に備えて、各MEUは、平時においては9か月間の陸上本拠地での訓練ののち、6か月にわたって洋上展開するというサイクルを繰り返している。陸上本拠地での期間のうち、最初の3か月間は編成集積期間とされ、MEUは司令部部隊を除いて構成部隊ごとに解体されて人員組織の再編成が行われ、隊員の休暇や家族と過ごすための期間とされる。続く6か月は練成訓練期間とされ、乗艦予定のARGの一部要員も交えて様々な訓練や演習が行われて、洋上展開に向けて部隊としての能力を向上させていく。

### 部隊一覧
- ：第11海兵遠征部隊（英語版）、カリフォルニア州サンディエゴ、キャンプ・ペンドルトン
- ：第13海兵遠征部隊（英語版）、カリフォルニア州サンディエゴ、キャンプ・ペンドルトン
- ：第15海兵遠征部隊（英語版）、カリフォルニア州サンディエゴ、キャンプ・ペンドルトン
- ：第22海兵遠征部隊（英語版）、ノースカロライナ州ジャクソンビル、キャンプ・レジューン
- ：第24海兵遠征部隊（英語版）、ノースカロライナ州ジャクソンビル、キャンプ・レジューン
- ：第26海兵遠征部隊（英語版）、ノースカロライナ州ジャクソンビル、キャンプ・レジューン
- ：第31海兵遠征部隊、沖縄県金武町、キャンプ・ハンセン